# Ergoldsbach
Ergoldsbach – gmina targowa w Niemczech, w kraju związkowym Bawaria, w rejencji Dolna Bawaria, w regionie Landshut, w powiecie Landshut, siedziba wspólnoty administracyjnej Ergoldsbach. Leży około 15 km na północny wschód od Landshut, przy drodze B15 i linii kolejowej Monachium – Ratyzbona.